# Espacio marino de la Isla de Alborán
Espacio marino de la Isla de Alborán este o arie protejată (arie de protecție specială avifaunistică — SPA) din Spania întinsă pe o suprafață de 66.107,07 ha, integral marine.

## Localizare
Centrul sitului Espacio marino de la Isla de Alborán este situat la coordonatele 35°58′26″N 2°55′23″W / 35.9738°N 2.9231°V.

## Înființare
Situl Espacio marino de la Isla de Alborán a fost declarat arie de protecție specială avifaunistică în iulie 2014 pentru a proteja 9 specii de animale.

## Biodiversitate
Situată în ecoregiunile marină mediteraneană și mediteraneană, aria protejată nu include niciun habitat protejat.
La baza desemnării sitului se află mai multe specii protejate de  păsări (9): Calonectris diomedea, chirighiță neagră (Chlidonias niger), Hydrobates pelagicus, Larus audouinii, pescăruș-cu-cap-negru (Larus melanocephalus), Larus michahellis, pescăruș râzător (Larus ridibundus), Phalacrocorax aristotelis aristotelis, Puffinus mauretanicus.